# Edward Weisenburger
Edward Joseph Weisenburger, né le 23 décembre 1960 à Alton (Illinois), est un prélat américain, archevêque de Détroit depuis le 11 février 2025.

## Biographie
Edward Weisenburger passe son enfance à Lawton (Oklahoma) où il suit ses études secondaires à la Eisenhower High School. Il entre ensuite au séminaire de l'abbaye de Conception dont il est diplômé en philosophie avec les honneurs en 1983. Il poursuit sa formation au collège américain de Louvain en Belgique, où il est bachelier en théologie, puis un magister en études ecclésiastiques en 1986, puis un master en morale et sciences religieuses en 1987. Le 19 décembre 1987, Edward Weisenburger est ordonné prêtre à la cathédrale Notre-Dame-du-Perpétuel-Secours d'Oklahoma City. Il obtient une licence en droit canon en 1992 de l'université Saint-Paul d'Ottawa. Il est d'abord vicaire de paroisse, avant d'être vice-chancelier et officiel du tribunal archidiocésain et curé de la paroisse de la Sainte-Trinité d'Okarche (1995-2002). De 1996 à 2012, il est en plus vicaire général de l'archidiocèse d'Oklahoma City et il est recteur de la cathédrale d'Oklahoma City de 2002 à 2012. Le 2 octobre 2009, il est élevé à la dignité de prélat de Sa Sainteté par Benoît XVI.
Le 6 février 2012, Edward Weisenburger est nommé évêque de Salina, dans le Kansas, siège vacant depuis un an et demi. Il est sacré dans la cathédrale du Sacré-Cœur de Salina, le 1er mai 2012.
Le 3 octobre 2017, Edward Weisenburger est nommé par le pape François évêque de Tucson dans l'Arizona.
Le 11 février 2025, le pape François le nomme archevêque de Détroit. Il succède ainsi à Allen Henry Vigneron, démissionnaire pour raison d'âge.